# Exoprosopa scaligera
Exoprosopa scaligera är en tvåvingeart som beskrevs av Mario Bezzi 1912. Exoprosopa scaligera ingår i släktet Exoprosopa och familjen svävflugor. Inga underarter finns listade i Catalogue of Life.